# میلیوویه ویتاکیچ
میلیوویه ویتاکیچ (صربی: Milivoje Vitakić؛ زادهٔ ۱۶ مهٔ ۱۹۷۷) بازیکن فوتبال اهل صربستان است.
از باشگاه‌هایی که در آن بازی کرده‌است می‌توان به باشگاه فوتبال لیل، باشگاه فوتبال ستاره سرخ بلگراد، و باشگاه فوتبال چوکاریچکی اشاره کرد.
وی همچنین در تیم‌های ملی فوتبال زیر ۲۱ سال صربستان، یوفا، و صربستان و مونته‌نگرو بازی کرده‌است.